# Schokoladen-Fruchtzwerg
Der Schokoladen-Fruchtzwerg (Enchisthenes hartii) ist die einzige Art der Gattung Enchisthenes aus der Unterfamilie der Fruchtvampire der Fledermäuse.

## Beschreibung

### Aussehen und Maße
Der Schokoladen-Fruchtzwerg ist schwanzlos und durchschnittlich 60 mm lang und 17 g schwer, größere Variationen gibt es weder zwischen den verschiedenen Populationen, noch gibt es einen offensichtlichen Geschlechtsdimorphismus. Generell ähnelt der Schokoladen-Fruchtzwerg sehr stark den kleineren Arten der Gattung Eigentliche Fruchtvampire, lediglich der Aufbau der oberen inneren Schneidezähne – sie sind beim Schokoladen-Fruchtzwerg zweiwurzelig – sowie die viel stärkere Ausprägung der dritten oberen und unteren Molare sind deutlich unterschiedlich. Das Fell der Tiere ist auf der Oberseite des Körpers dunkelbraun mit einem auffälligen weißen dorsalen Streifen, an Kopf und Schultern bis ins Schwarze gehend, an der Unterseite jedoch erkennbar heller. Die durchschnittlich 40 mm langen, die Flugmembran spannenden Unterarme sind überwiegend stark behaart, die Flughaut zwischen den Beinen (Interfemorale Membran) ist nur 3–4 mm kurz und stark behaart. Der Schädel ist 20–22 mm lang, mit 16 mm langen Ohren. Die für Fruchtvampire typischen blattartigen Hautbildungen, welche die Nase umgeben, sind relativ kurz und breit, weisen aber einen auffälligen, nach oben weisenden Auswuchs auf, der der Gattung Enchisthenes ihren Namen gab.

### Verhalten
Über das Verhalten des Schokoladen-Fruchtzwergs ist nicht viel bekannt, beobachtet wurde er meist im freien Luftraum, über Gewässern, Lichtungen oder oberhalb der Baumkrone. Die Tiere schlafen häufig in Kolonien mit zahlreichen anderen Fledermausarten. Sie fressen kleine Früchte – Feigen zum Beispiel bis zu einer Größe von 1 cm. Die Feigen werden im Flug gepflückt und an einem Ast hängend verzehrt. Es gibt Anzeichen, dass sie ihren Aufenthaltsort an die Reifezeiten von bestimmten Früchten anpassen, so wurden die Tiere in Kolumbien während der Reifezeit von Feigenbäumen dort vermehrt gesichtet.

### Fortpflanzung
Auch über die Fortpflanzung der Tiere ist wenig bekannt; einige Autoren gehen von einer ganzjährigen Fruchtbarkeit aus, während es einige lokale Beobachtungen gibt, die auf eine saisonale Unfruchtbarkeit hindeuten. Insgesamt gibt es aber nicht genug Beobachtungen, die eine gesicherte Aussage zu dieser Frage zulassen.

## Verbreitung
Das Verbreitungsgebiet des Schokoladen-Fruchtzwergs endet im Norden in den mexikanischen Bundesstaaten Jalisco und Tamaulipas und erstreckt sich über Mittelamerika bis nach Bolivien und Nordwest-Peru, beiderseits des Andenhauptkamms im Süden und Trinidad im Osten. Ob die Art in diesem Bereich durchgängig oder in einzelnen weit isolierten Populationen vorkommt, ist nicht geklärt, fehlende Sichtungen in Nicaragua und Nord-Kolumbien sprechen aber für letzteres; insgesamt gilt der Schokoladen-Fruchtzwerg mit Ausnahme einiger Regionen in Südamerika als selten bis sehr selten.
Der Schokoladen-Fruchtzwerg kommt in Höhenlagen vom Meeresniveau bis zu Höhen über 3000 m vor; mit der Ausnahme von Mexiko, wo er überwiegend in Höhen bis 1000 m vorkommt, liegt der Schwerpunkt auf mäßigen bis größeren Höhen. Er kommt in verschiedenen Waldformen vor, im zentralen Mexiko meist in Nebelwäldern oder in gemäßigten subtropischen Trockenwäldern wie dem Eichen-Kiefer-Mischwald. Weiter südlich ist der Lebensraum des Schokoladen-Fruchtzwergs stärker mit feuchten Wäldern verbunden, wie Regen- und Nebelwald, er wird aber seltener auch in trockeneren Bereichen aufgefunden.

## Fressfeinde und Parasiten
Die einzigen nachgewiesenen Fressfeinde sind Eulen, in Ecuador wurden Eulengewölle mit bis zu 20 Schädeln der Art gefunden. Dagegen konnten mindestens neun Arten von Fledermausfliegen der Familie der Streblidae sowie Milben der Taxa Labidocarpidae, Spinturnicidae und Trombiculidae als Ektoparasiten nachgewiesen werden.

## Gefährdung
Der Schokoladen-Fruchtzwerg wird von der IUCN als nicht gefährdet eingestuft, die mexikanische Bundesregierung betrachtet es dagegen als nötig, die Art in Mexiko besonders zu schützen.

## Systematik
Die Einordnung des Schokoladen-Fruchtzwerges in die biologische Systematik in eine eigene Gattung bzw. in die Gattung Artibeus oder Dermanura wechselte in der Vergangenheit mehrfach, überwiegend wird er heute in eine eigene Gattung eingeordnet. Bei der Erstbeschreibung wurde er in die Gattung Artibeus gestellt, jedoch 1906 von Anderson wegen des von den bekannten Artibeus-Arten abweichenden Gebisses – insbesondere die Struktur der Schneidekante der inneren unteren Schneidezähne – erstmals in eine eigene Gattung gestellt. Bei einer späteren Aufteilung des Taxons Artibeus wurde der Schokoladen-Fruchtzwerg dem Taxon Dermanura zugeordnet (Dermanura wird teils als Untergattung von Artibeus, teils als Schwestergattung zu Artibeus gewertet). Entgegen der älteren morphologischen Befunde konnte bei genetischen Untersuchungen der Verwandtschaftsverhältnisse jedoch keine engere Verwandtschaft zwischen dem Schokoladen-Fruchtzwerg und den Taxa Artibeus oder Dermanura bestätigt werden und in der Folge seine Klassifizierung als eigene Gattung wieder herrschend. Dies wurde bei einer genetischen Untersuchung 2016 bestätigt. Demnach steht die Gattung basal innerhalb der Tribus Stenodermatini mit allen anderen Arten (der Gattungen Chiroderma, Uroderma, Ectophylla, Artibeus, Stenoderma) als Schwestergruppe.

## Name
Der Gattungsname Enchisthenes bedeutet mit einem Speer bewaffnet und bezieht sich auf einen auffälligen ab- und aufstehenden Teil der blattartigen Hautbildungen, die die Nase umgeben. Das Artepitheton Hartii ist zu Ehren des Direktors des Botanischen Gartens in Trinidad J. H. Hart benannt, der den späteren Holotyp an das British Museum sandte. Wegen der Einsortierung des Schokoladen-Fruchtzwerges durch einige Autoren in die Taxa Eigentliche Fruchtvampire bzw. Dermanura wird die Art wissenschaftlich teilweise auch als Artibeus hartii oder Dermanura hartii bezeichnet.
Die genaue Herkunft des ungewöhnlichen deutschen Namens Schokoladen-Fruchtzwerg ist nicht klar.